# Canto do Rio Foot-Ball Club
Canto do Rio Foot-Ball Club is een Braziliaanse voetbalclub uit Niterói in de staat Rio de Janeiro.

## Geschiedenis

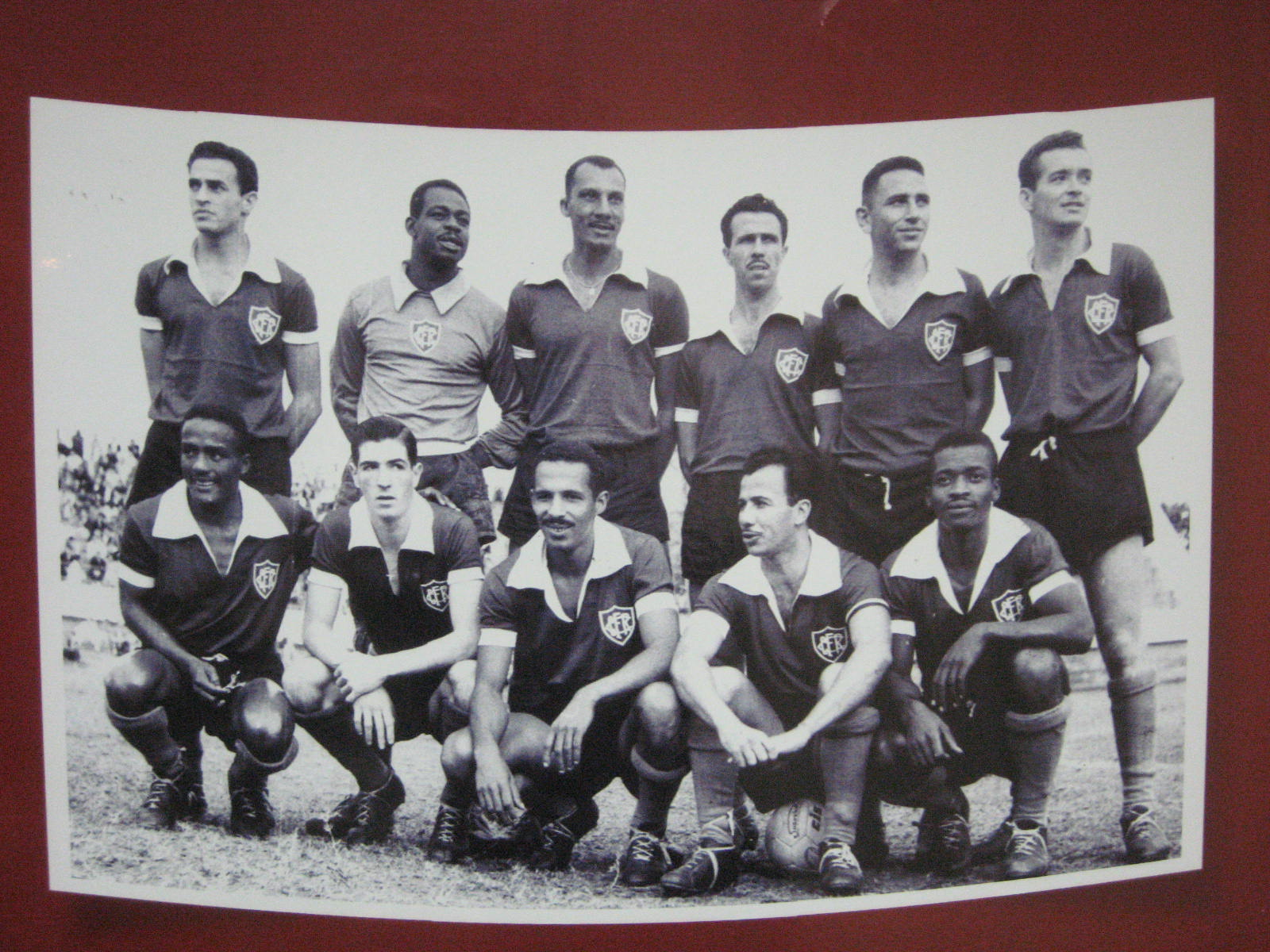
Elftal in 1956

De club werd in 1913 opgericht. De club speelde aanvankelijk in de lokale stadscompetitie, het Campeonato Niteroiense en het Campeonato Fluminense, de staatscompetitie van de staat Rio de Janeiro. In deze tijd maakte de stad Rio de Janeiro hier nog geen deel van uit toen deze stad nog de hoofdstad van Brazilië was. De clubs uit Rio speelden in het sterke Campeonato Carioca. In 1941 werd Canto do Rio een profclub, omdat er geen grote tegenstand was in de eigen competitie en Niterói dicht bij Rio gelegen was liet de voetbalbond de club toe om in het Campeonato Carioca te spelen. Vanaf 1943 namen ze ook deel aan het Torneio Municipal de Futebol do Rio de Janeiro, een competitie die voor het Campeonato Carioca gespeeld werd en minder aanzien had, maar wel met dezelfde teams gespeeld werd.
De club had het zwaar tegen de sterke teams uit Rio en eindigde steevast in de lagere middenmoot. In 1949 werden ze zelfs laatste. Maar ook de volgende jaren deed de club het meestal niet veel beter. Een zevende plaats op twaalf in 1957 was een van de betere noteringen. Begin jaren zestig eindigde de club weer in de kelder van het klassement. Nadat in 1964 vechtpartijen ontstonden in een wedstrijd tegen Fluminense trok de club zich terug uit het profvoetbal.
Eind jaren zeventig werden het Campeonato Carioca en het Campeonato Fluminense samengevoegd. Tussen 1985 en 1995 speelde de club nog een aantal seizoenen in de tweede en derde disivie. De club keerde nog terug in 2001 en 2010 en 2011. In 2018 maakte de club haar opwachting in de recent ingevoerde Série C, de vierde divisie.

## Erelijst
Campeonato Niteroiense
1933, 1934, 1945, 1948, 1954, 1968

## Bekende ex-spelers
- Heitor Canalli
- Orlando
- José Perácio